# Repo! The Genetic Opera
Pour plus de détails, voir Fiche technique et Distribution.
Repo! The Genetic Opera est un film opéra-rock dirigé par Darren Lynn Bousman. Le film est sorti aux États-Unis le 7 novembre 2008. Il est basé sur l'œuvre musicale de Darren Smith et Terrance Zdunich.

## Synopsis
Dans un futur proche, une épidémie provoquant un dysfonctionnement des organes dévaste la planète. Plus de dix millions de personnes décèdent à la suite de cette épidémie. La panique éclate et les scientifiques établissent fébrilement des plans pour une récolte d'organes. Rupture de la tragédie, GeneCo, une société de biotechnologie aux multi-billions de dollars, émerge. GeneCo prévoit la transplantation d'organes par profit. En plus des options de financement, GeneCo se réserve le droit d'appliquer des mesures en cas de non-paiement, y compris la repossession. Pour ceux qui ne peuvent pas suivre leurs paiements d'organe, la collecte est de la responsabilité de l'autorité "Repo man", qualifiés de "Legal Assassins" par GeneCo. Cette repossession des organes entraînera inévitablement pour le mauvais payeur... la mort.

## Fiche technique
- Titre : Repo! The Genetic Opera
- Réalisation : Darren Lynn Bousman
- Scénario : Darren Smith et Terrance Zdunich d'après leur comédie musicale
- Musique : Darren Smith et Terrance Zdunich
- Photographie : Joseph White
- Montage : Harvey Rosenstock
- Production : Mark Burg, Daniel J. Heffner, Oren Koules et Carl Mazzocone
- Société de production : Twisted Pictures et Burg/Koules Productions
- Société de distribution : Lionsgate (États-Unis)
- Pays d'origine :  États-Unis
- Langue : anglais
- Budget : 8,5 million $
- Durée : 98 minutes
- Date de sortie : 25 avril 2008 (USA)

## Distribution
- Alexa Vega : Shilo Wallace
- Paul Sorvino : Rotti Largo
- Anthony Stewart Head : Nathan Wallace / Repo Man
- Paris Hilton : Amber Sweet
- Nivek Ogre : Pavi Largo
- Bill Moseley : Luigi Largo
- Sarah Brightman : Blind Mag
- Sarah Power : Marni Wallce
- J. Adam Larose : Reporter Zydrate
- Terrance Zdunich : Grave-Robber
- Jake Reardon : Single Mother
- Nina Dobrev : Tall Britney

## Production
Le tournage a commencé en septembre 2007 au Canada. La première mondiale a eu lieu à Montréal le 18 juillet 2008, lors du festival Fantasia. Le film était prévu pour être lancé le 8 août 2008 aux États-Unis, mais il est sorti finalement en novembre 2008, dans certaines salles sélectionnées. Le film sort officiellement sur DVD et Blu-ray le 20 janvier 2009. Yoshiki Hayashi, membre du groupe japonais de visual kei X Japan, produit la bande sonore et composa une voix supplémentaire pour le film. Il est également l'un des producteurs du film.

## We Started This Op'ra Shit (les étapes de production de Repo)
- Repo! The Genetic Opera a commencé en 1999 en tant qu'opéra de 10 minutes au L.A. Rock Club, appelé "The Necro-Merchant's Debt", l'histoire d'un Grave-Robber (pilleur de tombes) qui a des dettes envers un Repo Man. Darren Smith et Terrance Zdunich savent qu'ils tiennent quelque chose lorsque le public démontre de l'enthousiasme. Le public veut en savoir plus sur cet univers de Necro-Merchant et sur ce mystérieux homme qui récupère les organes vitaux des gens.
- En deux ans, les deux coauteurs transforment la pièce de 10 minutes en un format plus long. Ils augmentent le nombre d'acteurs et de musiciens et jouent dans différents cabarets et clubs de Los Angeles.
- En 2002, ils font leur entrée au Hollywood's John Raitt Theater. Terrance Zdunich et Darren Smith voulaient faire de Repo quelque chose de plus théâtral, et mettre davantage d'accent sur l'aspect chorégraphie et scénique. Il leur fallait maintenant un metteur en scène, arriva Darren Lynn Bousman.
- Étant donné la popularité de la pièce (à guichets fermés dès ses débuts), Terrance Zdunich et Darren Smith décident de la retravailler et de l'améliorer. En 2004, ils présentent une seconde production de Repo! The Genetic Opera, au SplitID Theater à Hollywood.
- En 2005, un directeur artistique de New York remarque Repo!, et offre de produire une 3e version de Repo! au Off-Brodway's Wings Theater. Cette fois-ci, c'est à Terrance Zdunich de diriger Repo! The Genetic Opera, Darren Lynn Bousman étant occupé avec la réalisation de Saw 2.
- Étant donné le succès de Saw 2 et 3 au box-office, Darren Lynn Bousman se fait dire qu'il peut réaliser n'importe quoi. Il propose aux producteurs l'idée de Repo!. Ceux-ci sont enthousiastes jusqu'à ce qu'ils sachent qu'il s'agit d'une comédie musicale, et refusent. Darren Lynn Bousman en vient à la conclusion qu'il faut filmer quelque chose pour que les producteurs comprennent l'amplitude de ce qu'il veut faire avec Repo!. Il comprend que pour que les producteurs acceptent, il faut qu'ils voient ce qu'est Repo!.
- En 2006, La première étape de l'adaptation au cinéma est donc un trailer de 10 minutes, tourné à Toronto, réalisés par Darren Lynn Bousman à la hauteur de l'idée du film. Le trailer met en vedette Graverobber, le Necro-Mechant d'origine, et contient 2 chansons, dont "21st Century Cure". Le trailer plait, et Repo! signe avec Twisted Pictures et Lionsgate Entertainment.

## Faits divers sur la production
- La seule personne du trailer qui se trouve dans le long métrage en tant que personnage principal est Terrance Zdunich, qui est le cocompositeur et dramaturge. Zdunich joue Graverobber depuis les tous débuts de Repo!, de l'opéra de 10 minutes au film. "And I’ve been howling "“Graaaaaaves!” as the character GraveRobber through the many incarnations of REPO!, including performing the role in the REPO! Short Film and the upcoming REPO! The Movie, produced and distributed by Twisted Pictures and Lions Gates Entertainment." - Terrance Zdunich ("Et j'ai hurlé "Graaaaaaaves" dans le personnage de GraveRobber au travers toutes les versions de Repo!, incluant ma performance dans le court métrage de Repo! et dans le film bientôt à l'écran Repo!, produit et distribué par Twisted Pictures et Lions Gate Entertainment")
- Les personnages de Heather Sweet et Lucci Largo ont été rebaptisés pour les adaptations cinématographiques. Les noms ont été changés, respectivement, en Amber Sweet et Luigi Largo.

## Récompenses
Le film a valu à Paris Hilton le prix du Pire second rôle féminin aux Razzie Awards 2009.